# Corbas
Corbas är en kommun i departementet Rhône i regionen Auvergne-Rhône-Alpes i östra Frankrike. Kommunen ligger i kantonen Saint-Fons som tillhör arrondissementet Lyon. År 2022 hade Corbas 11 196 invånare.

## Befolkningsutveckling
Antalet invånare i kommunen Corbas
| Referens: INSEE |